# Linejo
Linejo es una pedanía del municipio de Matilla de los Caños del Río, en la comarca del Campo Charro, provincia de Salamanca, España. 

## Etimología
El nombre de Linejo procede de la evolución del nombre Galín de Nego que poseía la localidad en la Edad Media. De él habría evolucionado teniendo la siguiente evolución: Galín de Nego > Galinego > Galinejo > Linejo.

## Historia
La fundación de Linejo se remonta a la Alta Edad Media, dentro de los procesos repobladores llevados a cabo por los reyes leoneses, estando encuadrado en el siglo XIII con el nombre de Galín de Nego en el cuarto de Corvacera de la jurisdicción de Salamanca, dentro del Reino de León. Con la creación de las actuales provincias en 1833, Linejo quedó integrado en la provincia de Salamanca, dentro de la Región Leonesa.

## Demografía
En 2017 Linejo contaba con una población de 5 habitantes, de los cuales 3 eran hombres y 2 mujeres. (INE 2017).
| Gráfica de evolución demográfica de Linejo entre 2000 y 2017                             |
|                                                                                          |
| Fuente: Instituto Nacional de Estadística de España - Elaboración gráfica por Wikipedia. |